# Armée impériale autrichienne (1806-1867)
L’armée impériale autrichienne (en allemand : Kaiserliche Armee) désigne l'ensemble des unités militaires terrestres au service de la monarchie de Habsbourg après la dissolution du Saint-Empire romain en 1806. Elle succède à l'armée impériale (les « Impériaux ») qui prêtait serment au monarque comme souverain du Saint-Empire. L'armée impériale autrichienne est administrée par le Hofkriegsrat (« Conseil aulique de la guerre »). 
Elle s'illustre, avec des fortunes diverses, dans les guerres napoléoniennes, la guerre d'Italie de 1859 et enfin la guerre austro-prussienne de 1866.  
Elle est réformée à la suite du compromis austro-hongrois de 1867 qui transforme l'empire unitaire en une double monarchie avec des institutions militaires distinctes. Elle devient alors l'armée austro-hongroise avec trois composantes, l'armée commune, l'armée territoriale impériale-royale autrichienne et l'armée territoriale royale hongroise.